# Milán-San Remo 1932
La Milán-San Remo 1932 fue la 25.ª edición de la Milán-San Remo. La carrera se disputó el 19 de marzo de 1932. El vencedor final el italiano Learco Guerra.

## Clasificación final
| Posición | Ciclista            | Equipo                    | Tiempo     |
| -------- | ------------------- | ------------------------- | ---------- |
| 1        | Alfredo Bovet       | Bianchi                   | 8h 15' 45" |
| 2        | Alfredo Binda       | Legnano-Hutchinson        | + 3' 00"   |
| 3        | Michele Mara        | Bianchi                   | m. t.      |
| 4        | Leonida Frascarelli | -                         | m. t.      |
| 5        | Luigi Barral        | Olympia                   | m. t.      |
| 6        | Raffaele di Paco    | Wolsit                    | + 6' 15"   |
| 7        | Charles Pélissier   | Genial Lucifer-Hutchinson | m. t.      |
| 8        | Antonio Pesenti     | Dei                       | m. t.      |
| 9        | Agostino Bellandi   | Dei                       | m. t.      |
| 10       | Michele Orecchia    | Gloria                    | m. t.      |